# Super Bowl XXVI
Match précédent Match suivant
Le Super Bowl XXVI est l'ultime partie de la saison 1991 de football américain (NFL). Le match a eu lieu le 26 janvier 1992 au Hubert H. Humphrey Metrodome de Minneapolis, Minnesota où sont domiciliés les Vikings du Minnesota.
Harry Connick Jr. a chanté l'hymne national américain.
Gloria Estefan (chanteuse), Brian Boitano et Dorothy Hamill (patineurs) ont animé le show de la mi-temps.
Les Redskins de Washington ont remporté leur troisième trophée Vince Lombardi en s'imposant 37-24 face aux Bills de Buffalo.
Mark Rypien a été nommé meilleur joueur du match avec un total de 292 yards par la voie des airs et deux touchdowns marqués.
L'épisode de la saison 3 des Simpson L'Enfer du jeu (Lisa the Greek) fait référence au match.

## Déroulement du match
| Score      | Q1 | Q2 | Q3 | Q4 | Total |
| Washington | 0  | 17 | 14 | 6  | 37    |
| Buffalo    | 0  | 0  | 10 | 14 | 24    |

## Titulaires
| Washington       | Postes  | Buffalo           |
| ---------------- | ------- | ----------------- |
| Attaque          |         |                   |
| Gary Clark       | WR      | James Lofton      |
| Ron Middleton    | TE      | Pete Metzelaars   |
| Jim Lachey       | LT      | Will Wolford      |
| Raleigh McKenzie | LG      | Jim Ritcher       |
| Jeff Bostic      | C       | Kent Hull         |
| Mark Schlereth   | RG      | Glenn Parker      |
| Joe Jacoby       | RT      | Howard Ballard    |
| Don Warren       | TE      | Keith McKeller    |
| Art Monk         | WR      | Andre Reed        |
| Mark Rypien      | QB      | Jim Kelly         |
| Earnest Byner    | RB      | Thurman Thomas    |
| Défense          |         |                   |
| Charles Mann     | DE      | Leon Seals        |
| Eric Williams    | DT      | Jeff Wright       |
| Tim Johnson      | DT / DE | Bruce Smith       |
| Fred Stokes      | DE / LB | Cornelius Bennett |
| Wilber Marshall  | LB      | Shane Conlan      |
| Kurt Gouveia     | LB      | Carlton Bailey    |
| Andre Collins    | LB      | Darryl Talley     |
| Martin Mayhew    | CB      | Kirby Jackson     |
| Darrell Green    | CB      | Nate Odomes       |
| Danny Copeland   | SS      | Dwight Drane      |
| Brad Edwards     | FS      | Mark Kelso        |